# Singer (bilmärke)

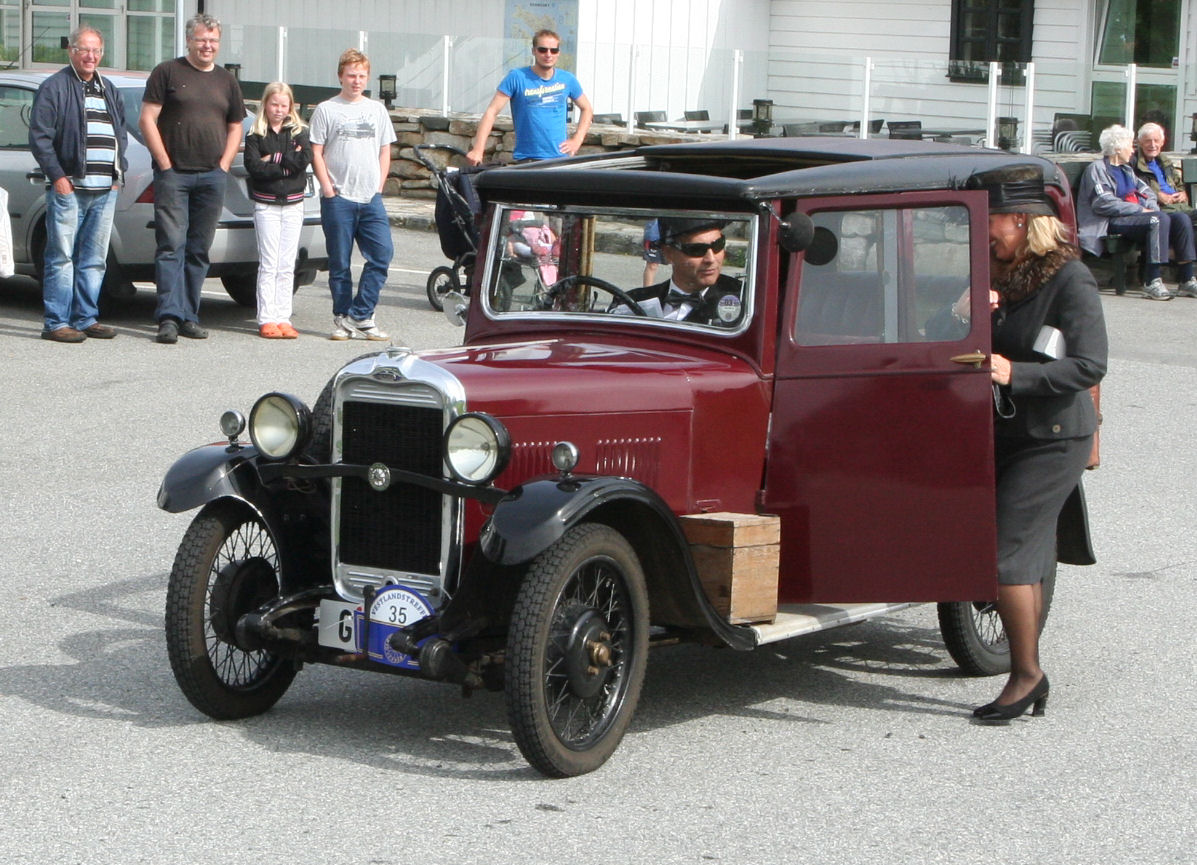
Singer Junior Saloon 8 HP 1931

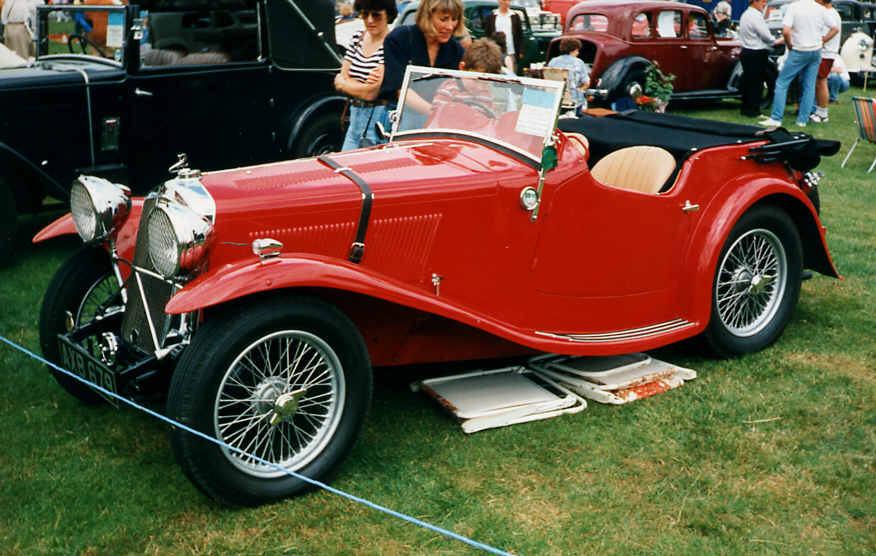
Singer Nine sports 1934

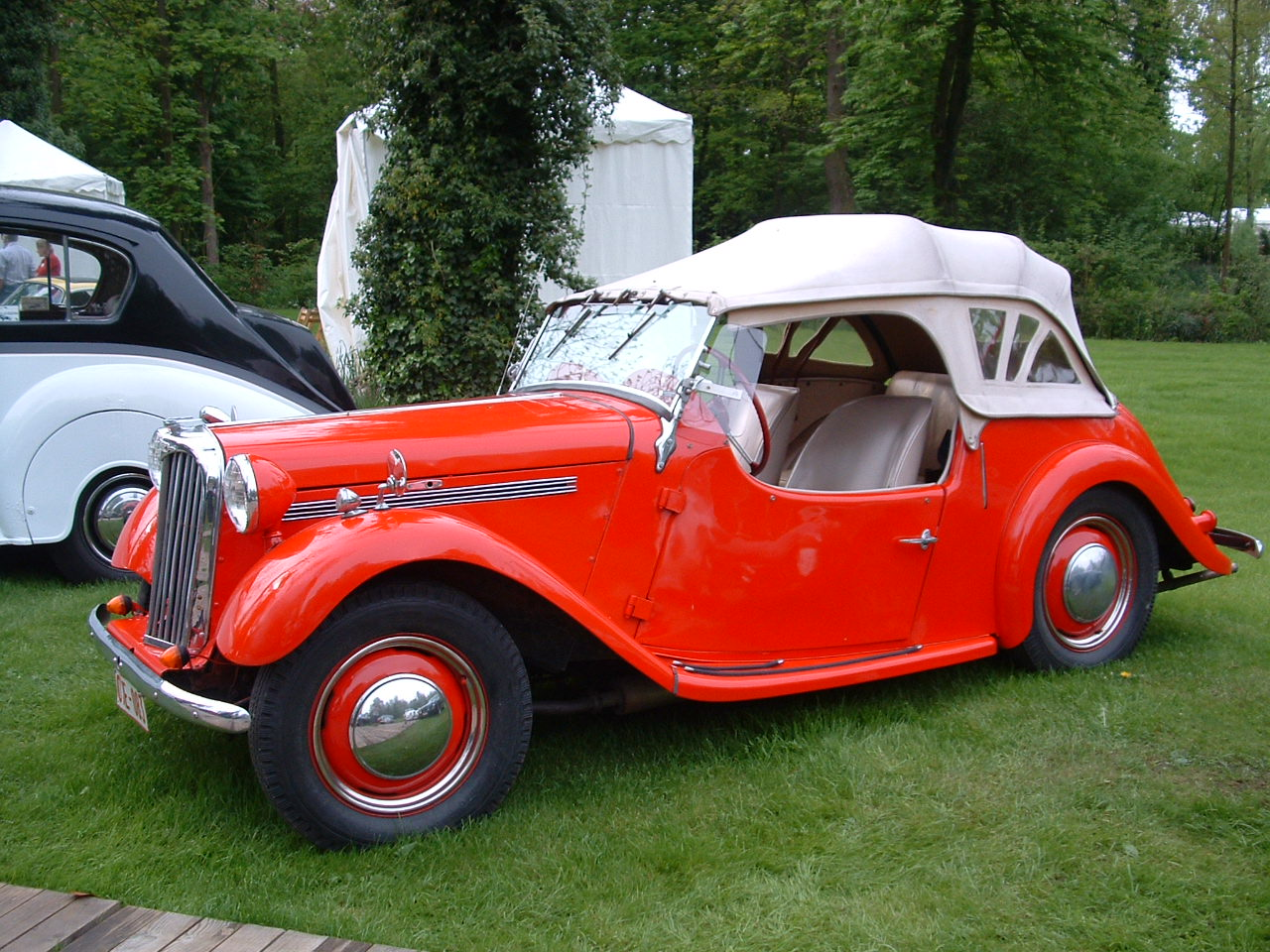
Singer SM Roadster 1952

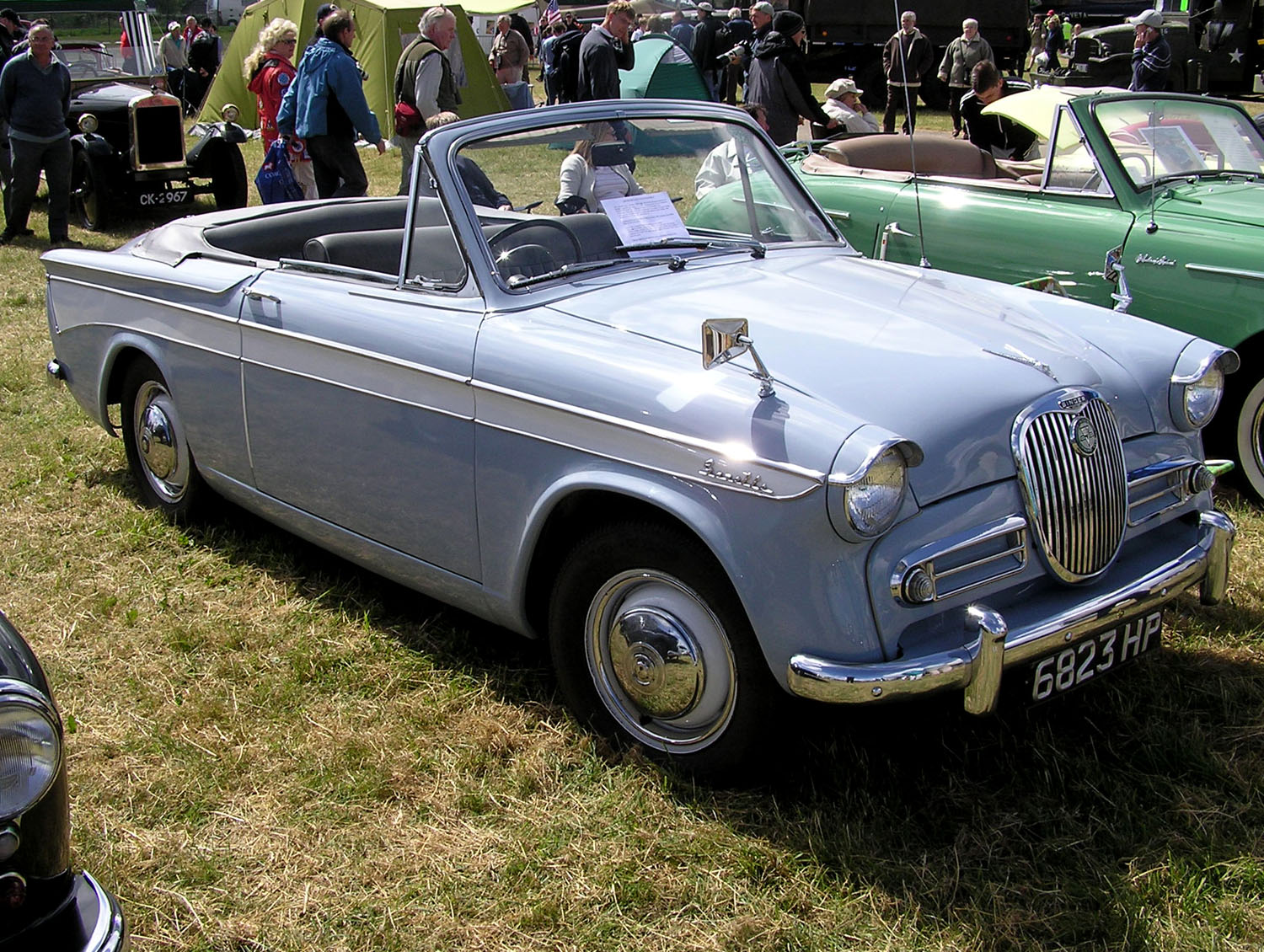
Singer Gazelle Convertible 1960

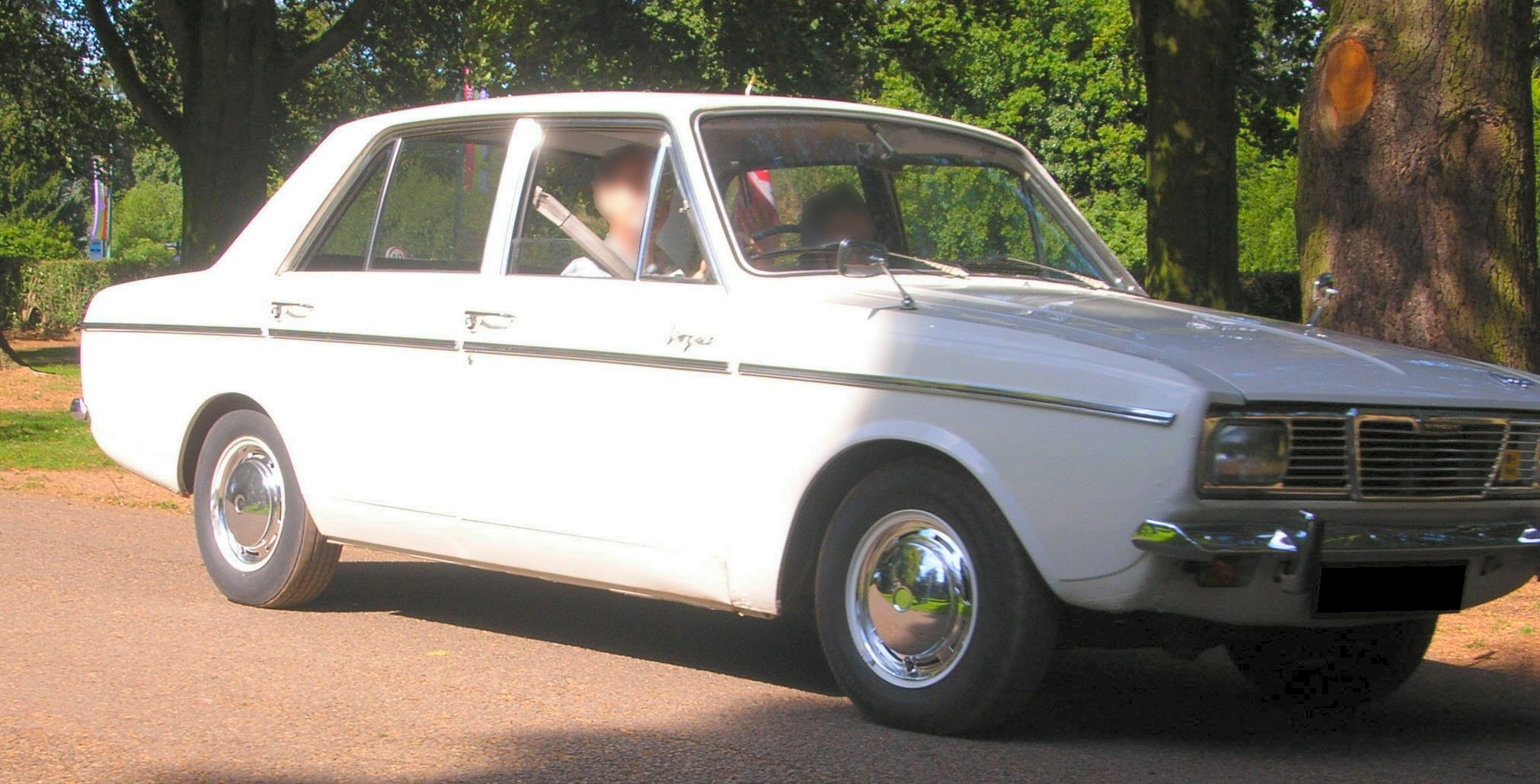
Singer Vogue 1968

Singer är ett brittiskt bilmärke som verkade mellan 1905 och 1970.

## Historia

### 1905–1936
Företaget grundades 1876 av George Singer och tillverkade då cyklar. Senare började man även tillverka motorcyklar. Den första bilen tillverkades 1905. Singers första försäljningssuccé var den lilla ekonomiska Ten från 1912. William Rootes lade grunden till sitt eget imperium, när han etablerade sig som återförsäljare av Singer Ten-bilar. Efter första världskriget utökades programmet med alltfler modeller. Störst succé gjorde den lilla Junior. Bilen hade en avancerad motor med överliggande kamaxel, som skulle ligga till grund för alla nya Singer-motorer under trettio år framåt. I slutet av 1920-talet var Singer Storbritanniens tredje största biltillverkare, efter Austin och Morris, men på grund av alltför lite samordning i det omfattande modellutbudet var lönsamheten dålig. Singer var snabba att införa tekniska nymodigheter, vilket även det var kostsamt. 1934 tävlade man på Le Mans 24-timmars med 9 hp-modellen. Tävlingsverksamheten lade ytterligare kostnader på företaget och 1936 gick Singer i konkurs.

### 1936–1955
Företaget rekonstruerades, men tävlingsverksamheten lades ned och tillverkningen av de större sexcylindriga modellerna återupptogs inte. Just som Singer började få ordning på finanserna igen bröt andra världskriget ut. Efter kriget presenterade man modellen SM 1500. Produktionen startade 1947, och de första bilarna gick på export, som 1948 års modell; för den inhemska marknaden kom den först ut som 1949 års modell. Sista årsmodellen av SM 1500 var 1954. Formgivningen var mycket modern, kanske alltför modern för brittiska kunder och försäljningen tog aldrig fart. På hösten 1954 kom en snarlik, modifierad modell av SM 1500, kallad Hunter, som såldes t.o.m. 1956. Singer saknade dock egna resurser att ta fram fler efterträdare och 1955 tvingades man sälja till Rootes.

### 1955–1970
Sedan Singer blivit en del av Rootes-koncernen försvann snart all egen identitet. Den nya Gazelle var till det yttre i stort sett bara en Hillman Minx med nytt kylargaller. Dock hade den första modellen kvar motorn med den överliggande kamaxeln från SM 1500-modellerna, och var till en början även försedd med andra tekniska förbättringar. Även modellerna Vouge och Chamois var bara nya namn på existerande Hillman-bilar. Den nya ägaren Chrysler gjorde en omfattande rationalisering bland gamla Rootes modellombud 1970 och i samband med detta lade man ned märket Singer.

## Några Singer-modeller
- 1905 Singer 10 hp
- 1906–10 Singer 12/14
- 1908–10 Singer 20/25
- 1911–14 Singer 15 hp
- 1912–23 Singer Ten
- 1925–27 Singer 10/26
- 1926–27 Singer Senior
- 1929–31 Singer Light Six
- 1927–30 Singer Senior Six
- 1930–31 Singer Super Six
- 1927–35 Singer Junior
- 1933–37 Singer Nine
- 1933–37 Singer 1 1/2 litre
- 1936–40 Singer Bantam
- 1937–39 Singer Twelve
- 1938–49 Singer Ten
- 1948–54 Singer SM 1500
- 1954–56 Singer Hunter
- 1956–70 Singer Gazelle
- 1961–70 Singer Vouge
- 1963–70 Singer Chamois